# Barentsia benedeni
Barentsia benedeni är en bägardjursart som först beskrevs av Foettinger 1887.  Barentsia benedeni ingår i släktet Barentsia och familjen Barentsiidae. Arten är reproducerande i Sverige. Inga underarter finns listade i Catalogue of Life.